# This Is the Moment (Jekyll & Hyde)
"This Is the Moment" is een nummer uit de musical Jekyll & Hyde uit 1990. In Nederland werd het nummer bekend in de liveversie van René Froger, die het uitbracht als nieuwe track op zijn compilatiealbum Sweet Hello's and Sad Goodbyes. In 1992 werd het uitgebracht als de tweede en laatste single van het album.

## Achtergrond
"This Is the Moment" is geschreven door Leslie Bricusse en Frank Wildhorn voor de musical Jekyll & Hyde. In de show wordt het gezongen wanneer Dr. Jekyll voor het eerst zijn formule test. In de musical werd het gezongen door Chuck Wagner, die de rol van Jeckyll & Hyde speelde. Voordat deze in mei 1990 in première ging, werd er in maart van dat jaar al een studioversie uitgebracht op het album Highlights from Jekyll & Hyde, waarop het werd gezongen door Colm Wilkinson.
In 1992 werd "This Is the Moment" door de Nederlandse zanger René Froger uitgevoerd tijdens zijn concerten. Dat jaar verscheen een liveversie als een van de nieuwe nummers zijn compilatiealbum Sweet Hello's and Sad Goodbyes. Tegen het eind van het jaar werd deze versie als single uitgebracht en bereikte het plaats 25 in de Nederlandse Top 40 en plaats 32 in de Nationale Top 100. Froger heeft nooit een studioversie van het nummer opgenomen. In 2014 werd het gezongen door André Hazes jr. in een aflevering van Beste Zangers die in het teken stond van Froger. Daarnaast werd het gecoverd door The Moody Blues op het verzamelalbum Soccer Rocks the Globe, de soundtrack van het wereldkampioenschap voetbal 1994, en werd door Garry Hagger een Nederlandstalige bewerking uitgebracht onder de titel "Het allermooiste".

## Hitnoteringen
Alle noteringen zijn gehaald door de versie van René Froger.

### Nederlandse Top 40
| Hitnotering: 19-12-1992 t/m 23-01-1993 | Hitnotering: 19-12-1992 t/m 23-01-1993 | Hitnotering: 19-12-1992 t/m 23-01-1993 | Hitnotering: 19-12-1992 t/m 23-01-1993 | Hitnotering: 19-12-1992 t/m 23-01-1993 | Hitnotering: 19-12-1992 t/m 23-01-1993 | Hitnotering: 19-12-1992 t/m 23-01-1993 |
| Week                                   | 1                                      | 2                                      | 3                                      | 4                                      | 5                                      |                                        |
| -------------------------------------- | -------------------------------------- | -------------------------------------- | -------------------------------------- | -------------------------------------- | -------------------------------------- | -------------------------------------- |
| Nummer                                 | 38                                     | 27                                     | 25                                     | 25                                     | 40                                     | uit                                    |

### Nationale Top 100
| Hitnotering: 05-12-1992 t/m 30-01-1993 | Hitnotering: 05-12-1992 t/m 30-01-1993 | Hitnotering: 05-12-1992 t/m 30-01-1993 | Hitnotering: 05-12-1992 t/m 30-01-1993 | Hitnotering: 05-12-1992 t/m 30-01-1993 | Hitnotering: 05-12-1992 t/m 30-01-1993 | Hitnotering: 05-12-1992 t/m 30-01-1993 | Hitnotering: 05-12-1992 t/m 30-01-1993 | Hitnotering: 05-12-1992 t/m 30-01-1993 | Hitnotering: 05-12-1992 t/m 30-01-1993 |
| Week                                   | 1                                      | 2                                      | 3                                      | 4                                      | 5                                      | 6                                      | 7                                      | 8                                      |                                        |
| -------------------------------------- | -------------------------------------- | -------------------------------------- | -------------------------------------- | -------------------------------------- | -------------------------------------- | -------------------------------------- | -------------------------------------- | -------------------------------------- | -------------------------------------- |
| Nummer                                 | 98                                     | 77                                     | 64                                     | 40                                     | 36                                     | 32                                     | 46                                     | 74                                     | uit                                    |

### NPO Radio 2 Top 2000
| Nummer met noteringen in de NPO Radio 2 Top 2000 | '99 | '00 | '01  | '02  | '03 | '04  | '05  | '06  | '07  | '08  | '09  | '10  | '11  |
| ------------------------------------------------ | --- | --- | ---- | ---- | --- | ---- | ---- | ---- | ---- | ---- | ---- | ---- | ---- |
| This Is the Moment (René Froger)                 | 513 | -   | 1214 | 1142 | 902 | 1067 | 1286 | 1506 | 1548 | 1316 | 1911 | 1514 | 1939 |

1. ↑  Een '-' betekent dat het nummer niet was genoteerd en een vetgedrukt getal geeft de hoogste notering aan.
2. ↑  Deze tabel is bijgewerkt tot en met de laatste editie (2024).